# Uusitaloia transbaicalica
Uusitaloia transbaicalica är en spindelart som beskrevs av Marusik, Koponen och Sergei N. Danilov 200. Uusitaloia transbaicalica ingår i släktet Uusitaloia och familjen täckvävarspindlar. Inga underarter finns listade i Catalogue of Life.